# Karl Maramorosch
Karl Maramorosch (ur. 16 stycznia 1915 w Wiedniu, zm. 9 maja 2016 w Warszawie) – amerykański wirusolog, entomolog i fitopatolog.

## Życiorys
Wzrastał w Kołomyi, gdzie ukończył szkołę powszechną i gimnazjum im. Kazimierza Jagiellończyka. Od siódmego roku życia przez 12 lat uczył się gry na fortepianie, uzyskując w 1934 średnie wykształcenie muzyczne w konserwatorium im. Stanisława Moniuszki w Stanisławowie. W 1938 ukończył z tytułem inżyniera studia wyższe na SGGW w Warszawie.
Wirusologią zainteresował się w wieku 13 lat, zainspirowany osiągnięciami prof. Rudolfa Weigla, u którego studiował na Uniwersytecie Lwowskim jego starszy brat. W 1939, po niemieckiej inwazji na Polskę, wraz z żoną Ireną (z domu Ludwinowską) przedostał się do Rumunii, gdzie w obozie dla internowanych spędził kolejne 4 lata.
Po zajęciu Rumunii przez Armię Czerwoną kontynuował studia na politechnice w Bukareszcie, wybierając fitopatologię jako główny kierunek studiów. W 1947 wyemigrował do Stanów Zjednoczonych, gdzie w 1949 uzyskał stopień doktora na Uniwersytecie Columbia w Nowym Jorku. Jego kariera naukowa zaczęła się w 1947 w brooklyńskim ogrodzie botanicznym, następnie przez 12 lat pracy w Uniwersytecie Rockefellera w Nowym Jorku. Zmodyfikował nowatorską procedurę Weigla – sztucznego zarażania wszy odzieżowych – w celu mikro-injekcji owadów.

### Kariera naukowa

#### Hodowla tkanek i komórek bezkręgowców
Był pierwszym naukowcem, który w 1956 zastosował hodowlę tkanek i komórek owadów do hodowli wirusów zwierzęcych i zarazków roślinnych. Jego badania stały się podstawą obecnych biotechnologicznych zastosowań hodowli komórek owadów w medycynie, farmakologii i rolnictwie.

#### Dalsze badania naukowe
W 1960 Maramorosch pracował przez 6 miesięcy na Filipinach, badając groźną chorobę Kadang-Kadang, która zniszczyła ponad 30 milionów palm kokosowych. Od 1961 do 1973 był dyrektorem programu wirusologii w Boyce Thompson Institute w Yonkers k. Nowego Jorku. Zgromadził tam współpracowników z Ameryki, Europy, Azji i Australii, z którymi za pomocą mikroskopii elektronowej charakteryzował nowe wirusy i inne zarazki owadów i roślin. W 1974 przyjął zaproszenie do objęcia stanowiska profesora (tenured Distinguished Professor) w Uniwersytecie Stanowym Rutgers (stan New Jersey), w Instytucie Mikrobiologii im. Waksmana. Kontynuował tam badania w dziedzinie wirusologii i hodowli komórek owadów.
Jego zainteresowania obejmowały biotechnologię, wirusologię porównawczą, hodowlę tkanek owadów i innych bezkręgowców, badania nowo powstających chorób zwierząt i roślin, parazytologię oraz współpracę naukową.

## Nagrody i odznaczenia
W 1980 został odznaczony najwyższą międzynarodową nagrodą w rolnictwie Wolf Prize in Agriculture za naukowe osiągnięcia w dziedzinie wirusologii, entomologii i fitopatologii. Wśród wielu innych odznaczeń otrzymał w 1981 nagrodę Fundacji Jurzykowskiego, odznaczenie Amerykańskiego Instytutu Biologicznych Nauk (AIBS, 1983) i dwukrotnie profesurę Fulbrighta. Jako wykładowca lub uczestnik kongresów naukowych był m.in. w Argentynie, Armenii, Chinach, Kostaryce, Egipcie, Holandii, Hondurasie, Indiach, Izraelu, Japonii, Jugosławii, Kanadzie, Kenii, Meksyku, Nigerii, Polsce, Rosji, Sri Lance, Szwecji, Uzbekistanie i Wenezueli.
Dnia 24 października 2014 r. w Auli Kryształowej SGGW odbyła się uroczystość nadania tytułu doktora honoris causa profesorowi Maramoroschowi. Otrzymał ten tytuł na wniosek Wydziałów: Rolnictwa i Biologii oraz Medycyny Weterynaryjnej Szkoły Głównej Gospodarstwa Wiejskiego w Warszawie.

## Publikacje
W ciągu ponad 60-letniej kariery naukowej opublikował ponad 800 artykułów naukowych i 100 książek, między innymi:

- Biological Transmission of Disease Agents, 1962.
- Comparative Symptomatology of Coconut Diseases of Unknown Etiology, 1964.
- Insect Viruses, 1968.
- Viruses, Vectors, and Vegetation, 1969.
- Comparative Virology, 1971.
- Mycoplasma Diseases, 1973.
- Viruses, Evolution, and Cancer, 1974.
- Invertebrate Immunity,1975.
- Legume Diseases in the Tropics, 1975.
- Invertebrate Tissue Culture-Research Application, 1976.
- Invertebrate Tissue Culture- Applications in Medicine, Biology and Agriculture, 1979
- Aphids as Virus Vector, 1977.
- Insect and Plant Viruses-An Atlas, 1977.
- Viruses and Environment, 1978.
- Practical Tissue Culture Applications, 1979.
- Leafhopper Vectors of Plant Disease Agents, 1979.
- Vectors of Plant Pathogens, 1980.
- Invertebrate Systems in Vitro, 1980.
- Vectors of Disease Agents, 1981.
- Mycoplasma Diseases of Trees and Shrubs, 1981.
- Mycoplasma and Allied Pathogens of Plants, Animals and Humans, 1981.
- Plant Diseases and Vectors-Ecology and Epidemiology, 1981.
- Invertebrate Cell Culture Applications, 1982.
- Pathogens, Vectors and Plant Diseases- Approaches to Control, 1982.
- Subviral Pathogens of Plants and Animals, 1985.
- Viral Insecticides for Biological Control, 1985.
- Biotechnology Advances in Insect Pathology and Cell Culture, 1987.
- Mycoplasma diseases of Crops, 1988.
- Invertebrate and Fish Tissue Culture, 1988.
- Biotechnology for Biological Control of Pests and Vectors, 1991.
- Viroids and Satellites-Molecular Parasites at the Fronteer of Life, 1991.
- Plant Diseases of Uncertain Etiology, 1992.
- Insect Cell Biotechnology, 1994.
- Arthropod Cell culture Systems, 1994.
- Forest Trees and Palms- Diseases and Control, 1996.
- Invertebrate Cell Culture-Novel Directions and Biotechnology Applications, 1997.
- Invertebrate Cell Culture- Looking Toward the XXI Century, 1997.
- Biotechnology and Plant Protection in Forestry, 1998.
- Maintenance of Human, Animal and Plant Pathogen Vectors, 1999.
- Methods in Virology, 8 vols. 1967 – 1984.
- Advances in Cell Culture, 7 vols., 1981-1989.
- Advances in Virus Research, 56 vols. 1973-2009.